# Ameria Bahagia
Ameria Bahagia is een bestuurslaag in het regentschap Simeulue van de provincie Atjeh, Indonesië. Ameria Bahagia telt 595 inwoners (volkstelling 2010).